# Seito shoin teien
Le Seito shoin teien (清藤氏書院庭園, Seitoshi shoin teien) est un jardin sec (karesansui) situé à Hirakawa dans la préfecture d'Aomori au Japon. Datant de la fin de l'époque d'Edo, le jardin est désigné lieu de beauté pittoresque de niveau national,,,.